# Contra proferentem
Contra proferentem is een algemeen rechtsbeginsel in het contractenrecht dat stelt dat een onduidelijke bepaling in een overeenkomst uitgelegd moet worden in het nadeel van degene die deze voorwaarde bij de totstandkoming van het contract heeft geëist. Daardoor komt de interpretatie de partij ten goede die niet op het onduidelijke beding heeft aangedrongen.

Letterlijk vertaald betekent de uitdrukking "tegen (contra) degene die voordraagt/voorstelt (de proferens)".

## Ratio
De ratio achter de contra proferentem-regel is dat opstellers van een overeenkomst zo duidelijk en expliciet mogelijk dienen te formuleren.

## Wetgeving
De contra proferentem-regel ten aanzien van algemene voorwaarden is in het Nederlandse overeenkomstenrecht vastgelegd in art. 6:238 lid 2 BW en art. 5:103 van de Principles of European Contract Law.
Art. 6:238 lid 2 BW is per 17 november 1999 in werking getreden op basis van de EG-richtlijn betreffende oneerlijke bedingen in consumentenovereenkomsten. Met deze richtlijn werden de EG-landen verplicht om hun wetgeving zodanig in te richten, dat overeenkomsten, waarvan (alle of bepaalde) aan de consument voorgestelde bedingen schriftelijk zijn opgesteld, in het voordeel van de consument worden uitgelegd. Het gaat daarbij dus niet alleen om de uitleg van algemene voorwaarden, waartoe art 6:238 lid 2 BW op het eerste gezicht toe beperkt lijkt, maar ook om de uitleg van alle andere schriftelijke voorwaarden in consumentenovereenkomsten.
De Nederlandse rechter is verplicht om art 6:238 lid 2 BW zo veel mogelijk in overeenstemming met de bedoelingen van die richtlijn ("richtlijnconform") te interpreteren.
In België werd de regel thans overgenomen in art. VI.37, §2 Wetboek van Economisch Recht. 
In de Belgische rechtspraak wordt de contra proferentem-regel ook toegepast op onduidelijke bedingen in toetredingscontracten. Die onduidelijke bedingen worden dan in het nadeel van de opsteller of redacteur van het contract geïnterpreteerd.